# M/S Langø
M/S Langø  er et passagerskib der er bygget i Norge i 1950. Skibet har sejlet som færge på Norges vestkyst indtil 1965.
Fra 1965 – 1979 sejlede det som færge på Færøerne.
I 1983 startede Spar Shipping en færgerute fra Nyhavn i København til Flakfortet og i 1996  til Middelgrundsfortet i Øresund.
M/S Langø kan medtage 140 passagerer.